# Nel Demeyer
Nel Demeyer (Gent, 21 maart 2001) is een Belgisch volleybalster. 

## Levensloop
Demeyer volgde haar opleiding in de Topsportschool van Vilvoorde en debuteerde in 2019 bij VC Oudegem. Met deze club won ze in 2022 de Beker van België.
Sinds de zomer van 2021 maakt ze deel uit van de Belgische nationale ploeg. Demeyer debuteerde in de FIVB Nations League vrouwen.